# Angelo Anquilletti
Angelo Anquilletti (25. april 1943 - 9. januar 2015) var en italiensk fodboldspiller (forsvarer).
Anquilletti blev europamester med Italiens landshold ved EM 1968 på hjemmebane, uden dog at komme på banen i turneringen. I alt nåede han at spille to kampe for landsholdet, to venskabskampe mod Mexico i 1969.
På klubplan repræsenterede Anquilletti i hele 11 år AC Milan i sin fødeby. Han vandt adskillige titler med klubben, blandt andet det italienske mesterskab, pokalturneringen Coppa Italia samt Mesterholdenes Europa Cup og Europa Cuppen for Pokalvindere.